# Nick Bostrom
Nick Bostrom (Niklas Boström, ur. 10 marca 1973) – szwedzki filozof, kierownik Future of Humanity Institute na University of Oxford. Doktoryzował się w London School of Economics w 2000.
Jest znany z publikacji dotyczących zasady antropicznej i transhumanizmu. Zajmuje się również popularyzacją tematów związanych z transhumanizmem, takich jak klonowanie, sztuczna inteligencja, superinteligencja, krionika i nanotechnologia. W 2009 roku otrzymał Nagrodę Gannona, za "ciągłą pogoń za ludzkim rozwojem", a czasopismo Foreign Policy umieściło go na liście 100 czołowych myślicieli świata.
W 1998, razem z Dawidem Pearce, założył World Transhumanist Association, które następnie zmieniło nazwę na Humanity+.

## Filozofia

### Etyka ulepszania ludzi
Bostrom jest zwolennikiem "samoulepszania i udoskonalania ludzi poprzez etyczne zastosowanie nauki" i krytykuje podejście bio-konserwatystów, sprzeciwiających się modyfikacjom ludzi.

### Zagrożenie dla istnienia

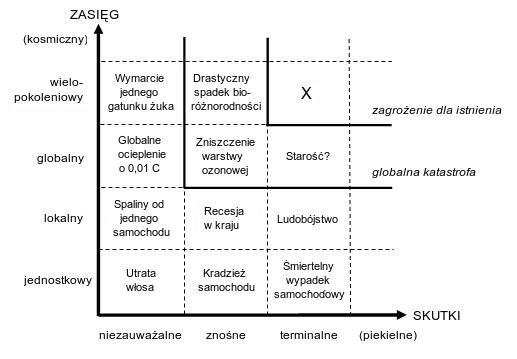
Kategorie zagrożeń z publikacji Bostroma "The Concept of Existential Risk".

Jednym z tematów podejmowanych przez Bostroma w jego pracach są zagrożenia dla przetrwania ludzkości. Argumentuje, że z utylitarnego punktu widzenia, zagłada ludzkości oznacza utratę wszystkich przyszłych ludzkich istnień (których liczbę szacuje na 1018 na samej Ziemi) i w związku z tym nawet niewielkie ryzyko takiej zagłady ma astronomiczne znaczenie etyczne. Powołuje się na przykład podany przez Dereka Parfita, który porównuje trzy scenariusze:
1. pokój,
2. wojnę jądrową, w której ginie 99% populacji Ziemi,
3. wojnę jądrową, w której ginie 100% populacji Ziemi.

Bostrom analizuje, czy różnica między 1 a 2 scenariuszem jest większa, czy mniejsza, niż między 2 a 3. Choć wielu ludzi intuicyjnie uznaje różnicę między 1 i 2 scenariuszem za większą, Bostrom argumentuje, że różnica między 2 i 3 jest wielokrotnie większa. Oznacza różnicę pomiędzy ludzką historią trwającą kilka tysięcy lat (dotychczasową), a trwającą potencjalnie setki milionów lat (jeśli ludzkość przetrwa).
Opierając się na szacowanej liczbie przyszłych ludzkich istnień argumentuje, że zmniejszenie szansy zagłady ludzkości nawet o jedną milionową procenta jest warte więcej, niż życie miliarda ludzi. Zestawia to z brakiem zasobów przeznaczanych na badanie tego tematu, podając statystyki, z których wynika, że prac naukowych dotyczących zagłady ludzkości jest kilkadziesiąt razy mniej, niż dotyczących żuka gnojowego.

### Zasada antropiczna
Bostrom jest zwolennikiem tezy, że prawidłowe rozumienie zasady antropicznej polega na "Założeniu Silnego Samolosowania". Według jego słów, "każda obserwacja powinna być rozważana jakby była zdarzeniem losowym w klasie możliwych obserwacji.". Takie analizowanie historii obserwacji każdego obserwatora umożliwia uniknięcie niektórych paradoksów. Głównym problemem jest jednak odpowiednie określenie "klasy możliwych obserwacji". Dla Słabej Zasady Antropicznej mogłyby to być wszystkie potencjalne obserwacje możliwe do przeprowadzenia w naszym Wszechświecie. Dla Silnej Zasady Antropicznej, mogłyby to być wszystkie potencjalne obserwacje w Multiświecie. Bostrom pokazał, że wybieranie zbyt szerokiej albo zbyt wąskiej klasy możliwych obserwacji prowadzi do nieintuicyjnych wniosków.

### Hipoteza symulacji
Zasugerowano, aby wydzielić z tego artykułu fragmenty do artykułu Hipoteza symulacji.  (dyskusja)
Bostrom jest autorem współczesnej wersji hipotezy symulacji. Mówi ona, że rzeczywistość, którą postrzegamy, jest jedynie symulacją, której nie jesteśmy świadomi. Zasugerował, że jeśli możliwe jest stworzenie wiernej symulacji całej cywilizacji, albo nawet całego Wszechświata, przy pomocy wystarczająco potężnego komputera, a symulowani ludzie mogą doświadczać świadomości, to duża liczba takich symulacji stworzonych przez zaawansowane cywilizacje sprawia, że jest bardzo prawdopodobne, że my żyjemy w jednej z nich.
Bostrom argumentuje, że przynajmniej jedno z poniższych twierdzeń musi być prawdziwe:
1. Żadna cywilizacja nigdy nie osiągnie poziomu technologicznego, który umożliwiłby jej stworzenie symulowanych rzeczywistości.
2. Żadna cywilizacja, która osiągnęłaby takie możliwości, nie stworzy dużej liczby symulowanych rzeczywistości.
3. Każda istota o doświadczeniach podobnych do naszych, prawie na pewno żyje w symulacji.

Szacowane prawdopodobieństwo, że żyjemy w symulacji można określić porównując liczbę ludzi żyjących w symulowanych rzeczywistościach do liczby ludzi żyjących w prawdziwej rzeczywistości. Można to opisać matematycznie w następujący sposób:
{\displaystyle f_{\textrm {sim}}={\frac {f_{\textrm {p}}NH}{(f_{\textrm {p}}NH)+H}}}
gdzie:
{\displaystyle f_{\textrm {p}}} to procent cywilizacji które osiągają poziom umożliwiający tworzenie symulowanych rzeczywistości.
N to średnia liczba symulowanych rzeczywistości tworzonych przez cywilizację, która ma takie możliwości.
H to średnia liczba ludzi żyjących w cywilizacji zanim osiągnęła ona poziom umożliwiający tworzenie symulowanych rzeczywistości.
{\displaystyle f_{\textrm {sim}}} to procent ludzi żyjących w symulowanych rzeczywistościach.
Przynajmniej jedno z poniższych przybliżeń musi być prawdziwe:
{\displaystyle f_{\textrm {p}}} ≈ 0
N ≈ 0
{\displaystyle f_{\textrm {sim}}} ≈ 1

## Książki
- Anthropic Bias: Observation Selection Effects in Science and Philosophy, Routlege 2002, 244 s., ISBN 0-415-93858-9, wznowienie: Routlege, 20 czerwca 2010, ISBN 0-415-88394-6
- Global Catastrophic Risks, Oxford University Press, 3 lipca 2008, 576 s., ISBN 978-0-19-857050-9
- Human Enhancement, ISBN 0-19-929972-2; wznowienie: Oxford University Press, 28 października 2010, 432 s., ISBN 978-0-19-959496-2
- Superinteligencja: Scenariusze, strategie, zagrożenia, 2014, 488 s., ISBN 978-83-283-1934-9, tytuł oryginalny: Superintelligence: Paths, Dangers, Strategies